# チュクブイケ・アダム
- チュクブイケ・アダム
- チュクビケ・アダム
- チュクウブイケ・アダム

チュクブイケ・グリディー・ジュニア・アダム（英語: Chukwubuike Griddy Junior Adamu、2001年6月6日 - ）は、オーストリアとナイジェリアのサッカー選手。ドイツ・ブンデスリーガ・フライブルク所属。オーストリア代表。ポジションはFW。

## クラブ歴
2011年にGSVヴァッカーの下部組織でサッカーを始めた。2014年1月にグラーツァーAK、2015年にレッドブル・ザルツブルクの下部組織に移籍した。
2017年9月にFCリーフェリングのメンバーとして登録された。同月にUEFAユースリーグでレッドブル・ザルツブルクの選手として初出場を記録した。プロ初出場は2018年11月にリーフェリングで記録し、カリム・アデイェミに代わって投入されている。2020年9月には奥川雅也との交代でレッドブル・ザルツブルクのトップチームで初出場を記録した。
2021年2月15日にFCザンクト・ガレンに期限付き移籍。
2021-22シーズンにレッドブル・ザルツブルクに復帰、8月14日にレッドブル・ザルツブルクでの初得点を記録した。3日後にはUEFAチャンピオンズリーグ 2021-22 予選で同大会初出場を記録、2022年2月16日のUEFAチャンピオンズリーグ 2021-22 決勝トーナメントで同大会初得点を記録した。
2023年6月22日、フライブルクに完全移籍した。

## 代表歴
生まれはナイジェリアだが、代表では一貫してオーストリアを選択した。
2021年11月12日に行われた2022 FIFAワールドカップ・ヨーロッパ予選グループF・イスラエル代表戦でA代表初出場を記録した。